# Papuasnårsydhake
Papuasnårsydhake (Drymodes beccarii) är en fågel i familjen sydhakar inom ordningen tättingar.

## Utbredning och systematik
Papuasnårsydhake förekommer på Nya Guinea och delas in i tre underarter med följande utbredning:
- D. b. beccarii – nordvästra Nya Guinea (Arfak- och Wandammenbergen)
- D. b. nigriceps – Cyclopsbergen och Sudirmanbergens norra sluttning
- D. b. brevirostris – södra och sydöstra Nya Guinea samt Aruöarna

Underarten brevirostris inkluderas ofta i nominatformen. Tidigare betraktades arten som underart till D. superciliaris. 

## Status och hot
Arten har ett stort utbredningsområde, men tros minska i antal, dock inte tillräckligt kraftigt för att den ska betraktas som hotad. Internationella naturvårdsunionen IUCN listar arten som livskraftig (LC).